# Roger de La Fresnaye
Pour l’article homonyme, voir Frédéric de Lafresnaye.
Pour l’article homonyme, voir de La Fresnaye.
Roger de La Fresnaye, né le 11 juillet 1885 au Mans et mort le 27 novembre 1925 à Grasse, est un peintre et sculpteur français.
Il est rattaché au mouvement du cubisme.

## Biographie
Roger Noël François de La Fresnaye descendant d'une vieille famille normande compte parmi ses ancêtres par sa branche maternelle de Guéneau de Montbéliard, Jean Vauquelin de La Fresnaye, humaniste, poète et soldat du XVIe siècle associé avec les poètes de la Pléiade.
À partir de 1908, il est élève de Maurice Denis et Paul Sérusier à l’Académie Ranson à Paris,. Il se fait construire un atelier de peinture et un atelier de sculpture au château de Beauvernay à Saint-Nizier-sous-Charlieu, propriété de ses ancêtres maternels où il passe la plupart des vacances depuis sa petite enfance. Il y accueille son grand ami Jean-Louis Gampert, Jean Hugo et son épouse Valentine Gross, tous deux peintres, Irène Lagut, Alfred Courmes son seul élève, ainsi que des musiciens comme Georges Auric, Erik Satie, Francis Poulenc, etc.
Dès 1923, le musée de Grenoble est le premier musée à faire l'acquisition de l'un de ses tableaux, Vue de Florence,.

## Exposition personnelle
- Musée des Beaux-Arts de Lyon, 1951, 70 œuvres d'art : tableaux du no 1 au no 30 ; gouaches, aquarelles, dessins, gravures du no 31 au no 67 ; sculptures du no 68 au no 70 ; non catalogués, lettres, palettes, photographies, livres. Y sont reproduits en noir et blanc les numéros suivants : no 10 Femme nue couchée, no 17 L'Usine de La Ferté-sous-Jouarre (collection Paul Vera, Saint-Germain-en-Laye), no 21 Alice au grand chapeau, no 24 L'homme assis, no 25 Le Diabolo, no 29 Le Bouvier (collection Pierre Levy, Troyes), no 30 La Table Louis-Philippe, no 68 Jeune fille retirant sa chemise.

## Œuvres dans les collections publiques
- Musée des Beaux-Arts et d'Archéologie Joseph Déchelette à Roanne
  - Ève à la pomme, faïence de grand feu, vers 1925
- Orléans, musée des Beaux-Arts : 
  - Étude pour Jeanne d’Arc, 1912, gouache et mine graphite sur carton, 79,4 x 41 cm[7].

## Hommage
Un timbre postal français, d'une valeur d'un franc, représentant une esquisse préparatoire du 14 juillet, a été émis le 10 novembre 1961, avec une oblitération premier jour à Paris. Un portfolio édité en 1927 tiré à 300 exemplaires reprend une quarantaine de dessins et gouaches répartis sur 30 planches de la période 1919-1925.

Œuvres de Roger de La Fresnaye
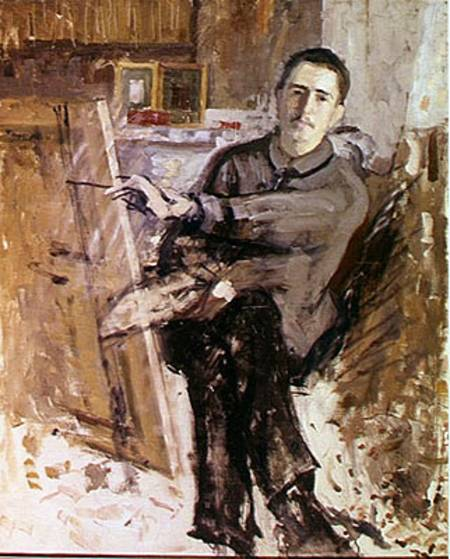
Autoportrait (vers 1907), Paris, musée national d'Art moderne.
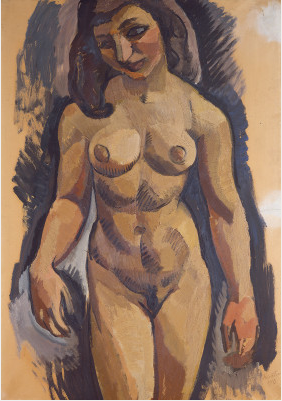
Nu (1910), Washington, National Gallery of Art.
Artillerie (1911), New York, Metropolitan Museum of Art.
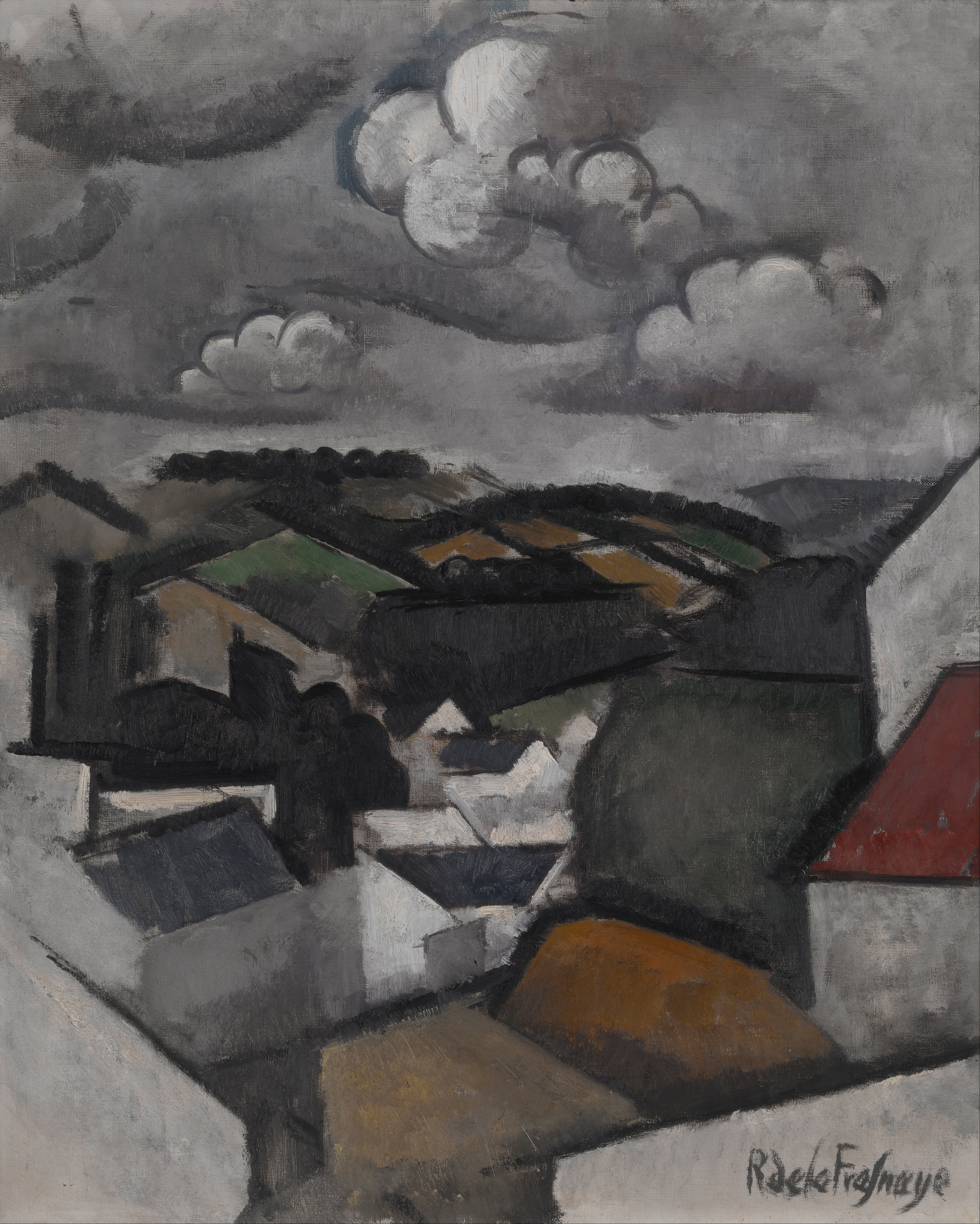
Paysage avec un village, les collines derrière Meulan (1911), Indianapolis, musée d'Art d'Indianapolis.
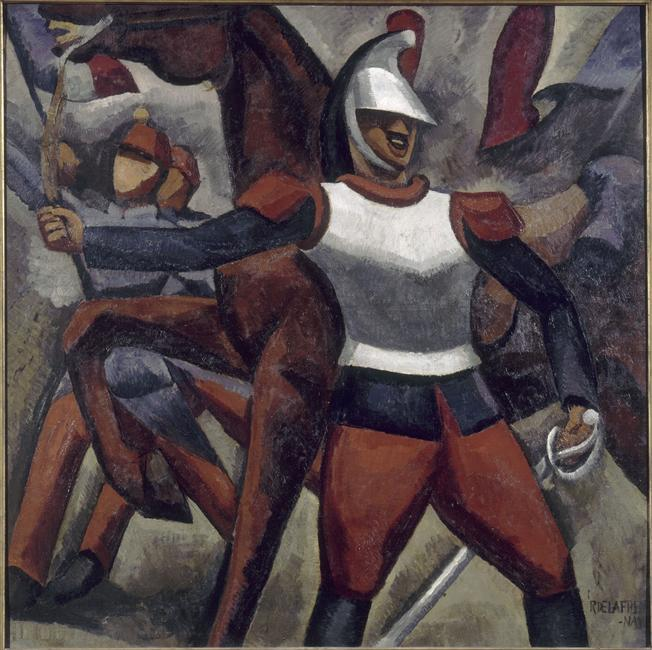
Cuirassier (1911), Lyon, musée des Beaux-Arts.
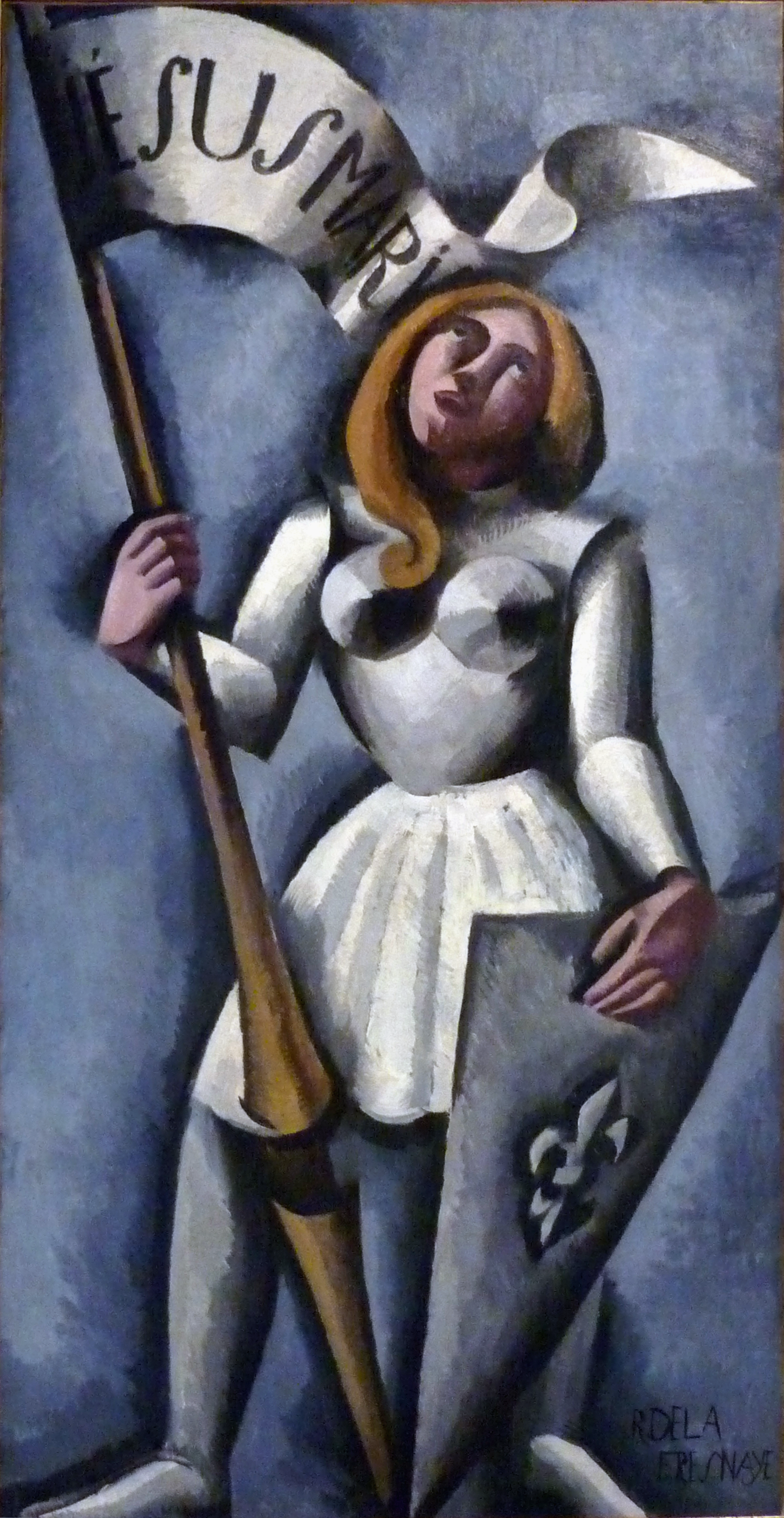
Jeanne d'Arc (1911-1912), Troyes, musée d'Art moderne.
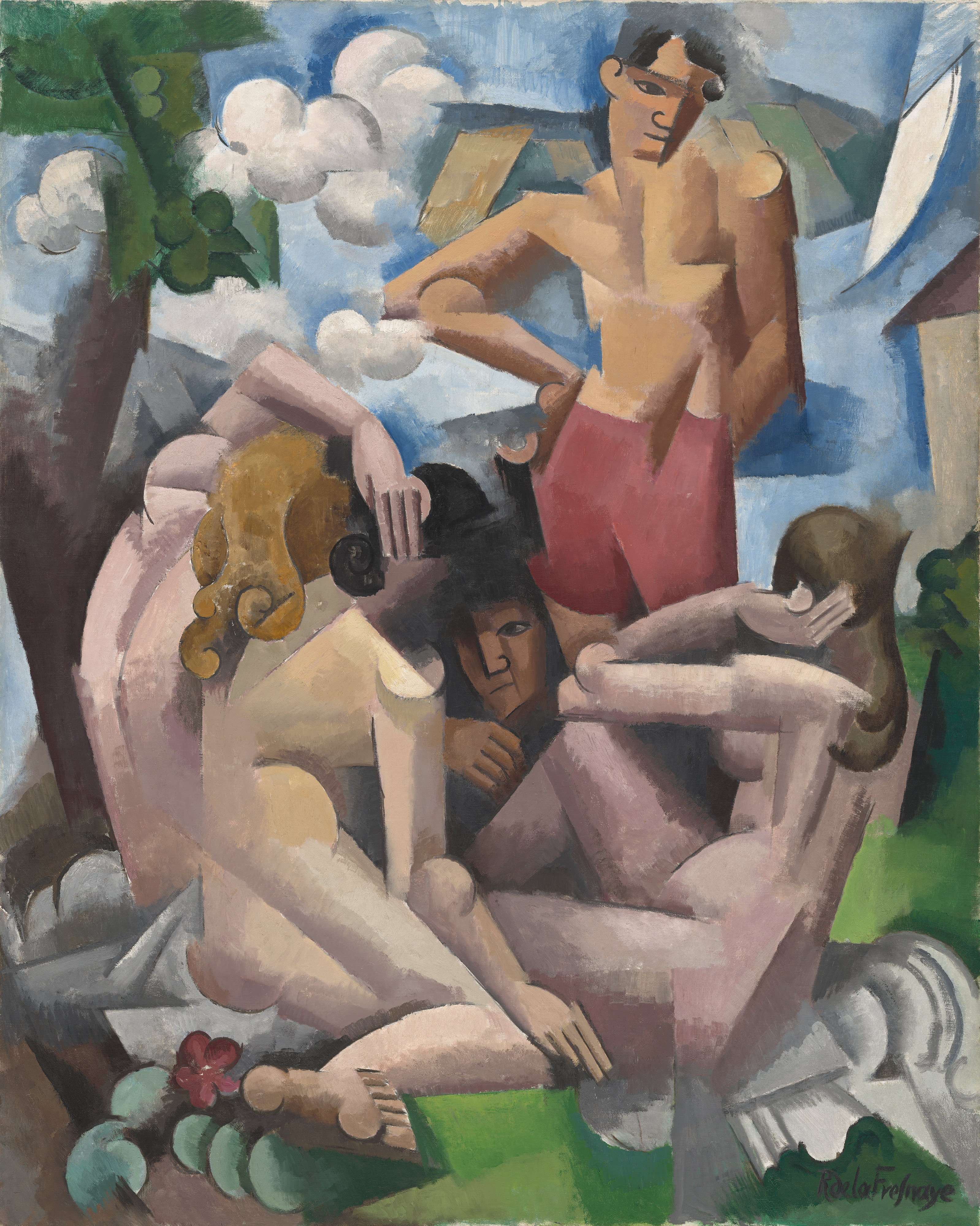
Les Baigneurs (1912), Washington, National Gallery of Art.
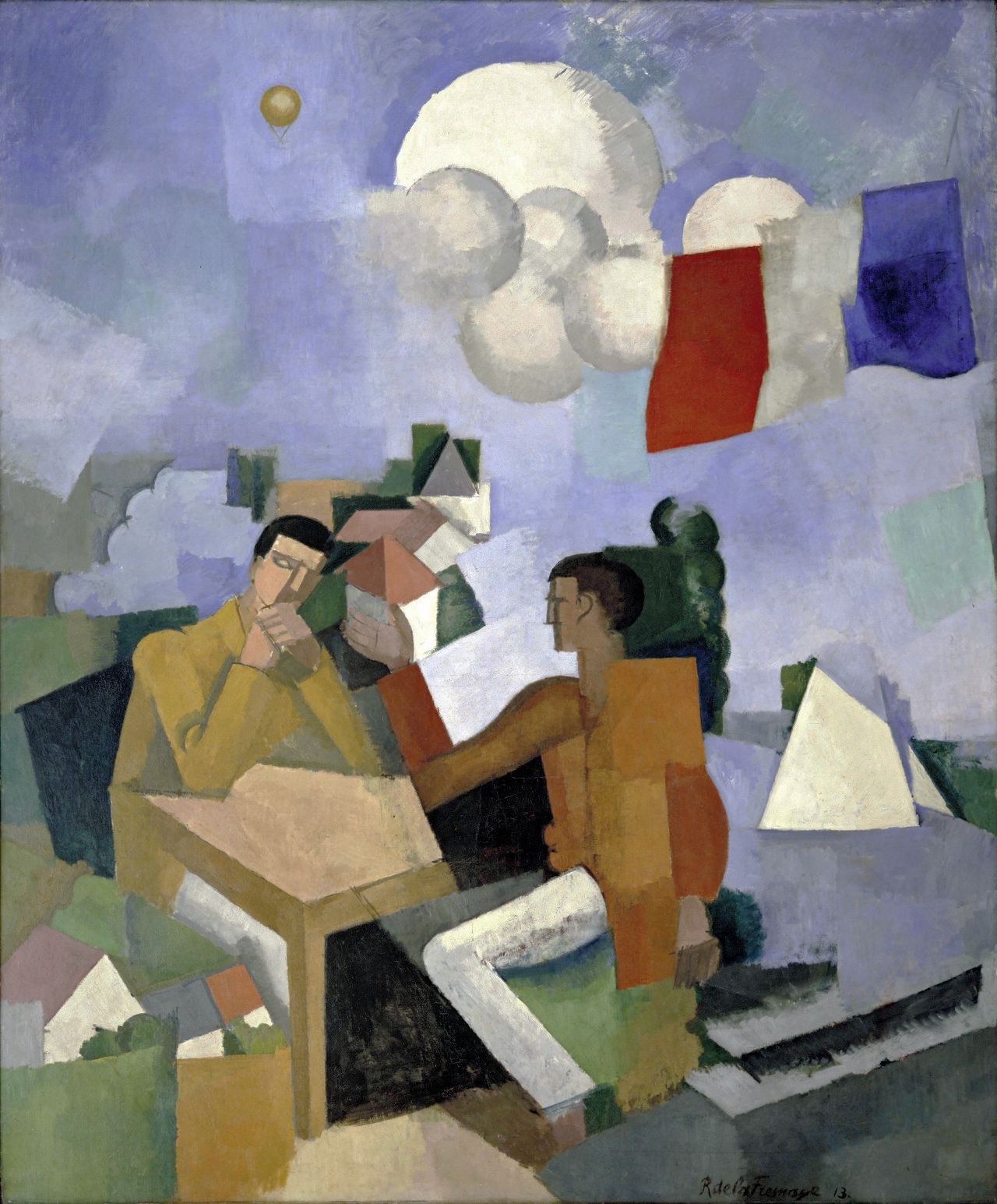
La Conquête de l'air (1913), New York, Museum of Modern Art.
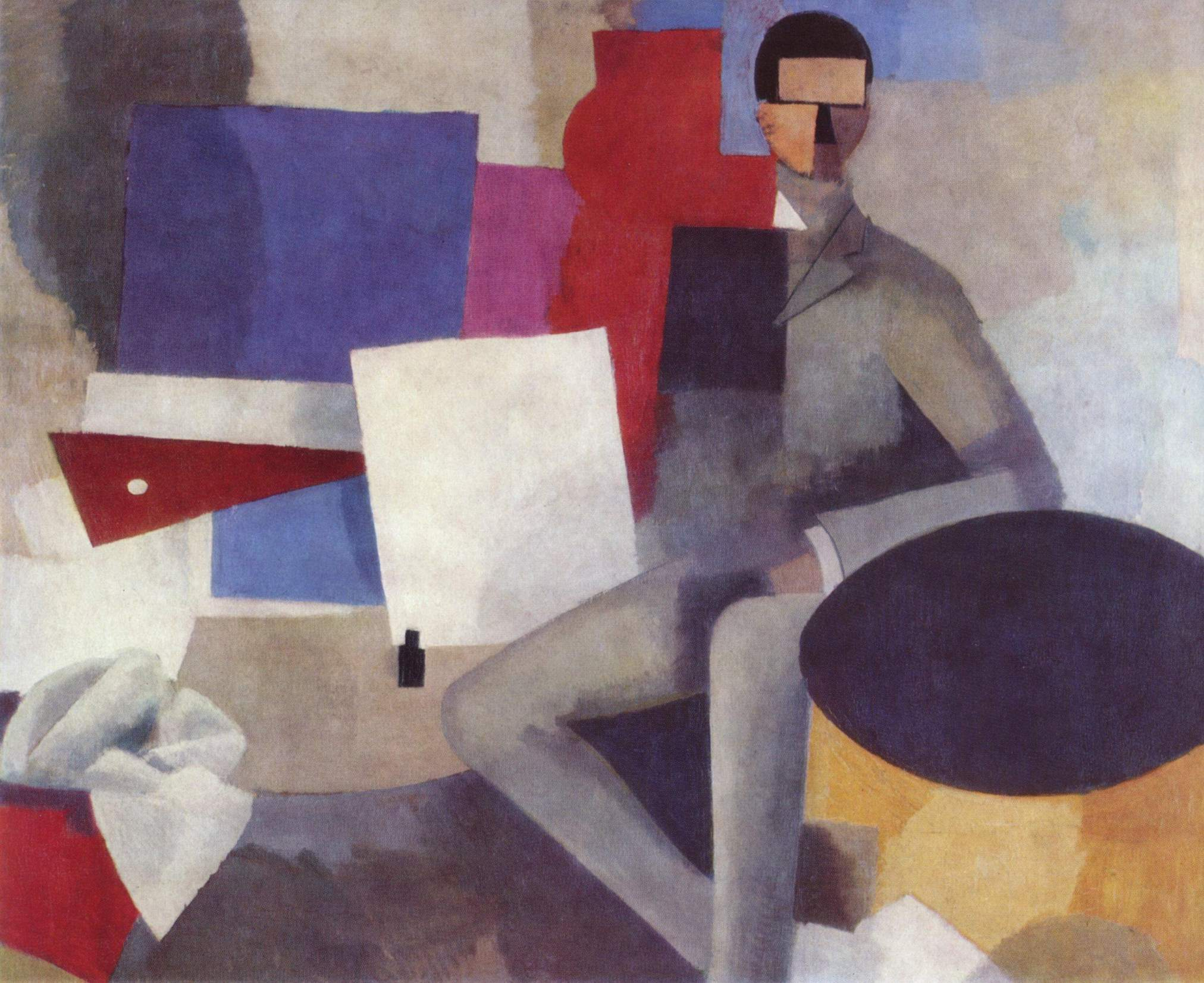
Homme assis (1914), Rouen, musée des Beaux-Arts.

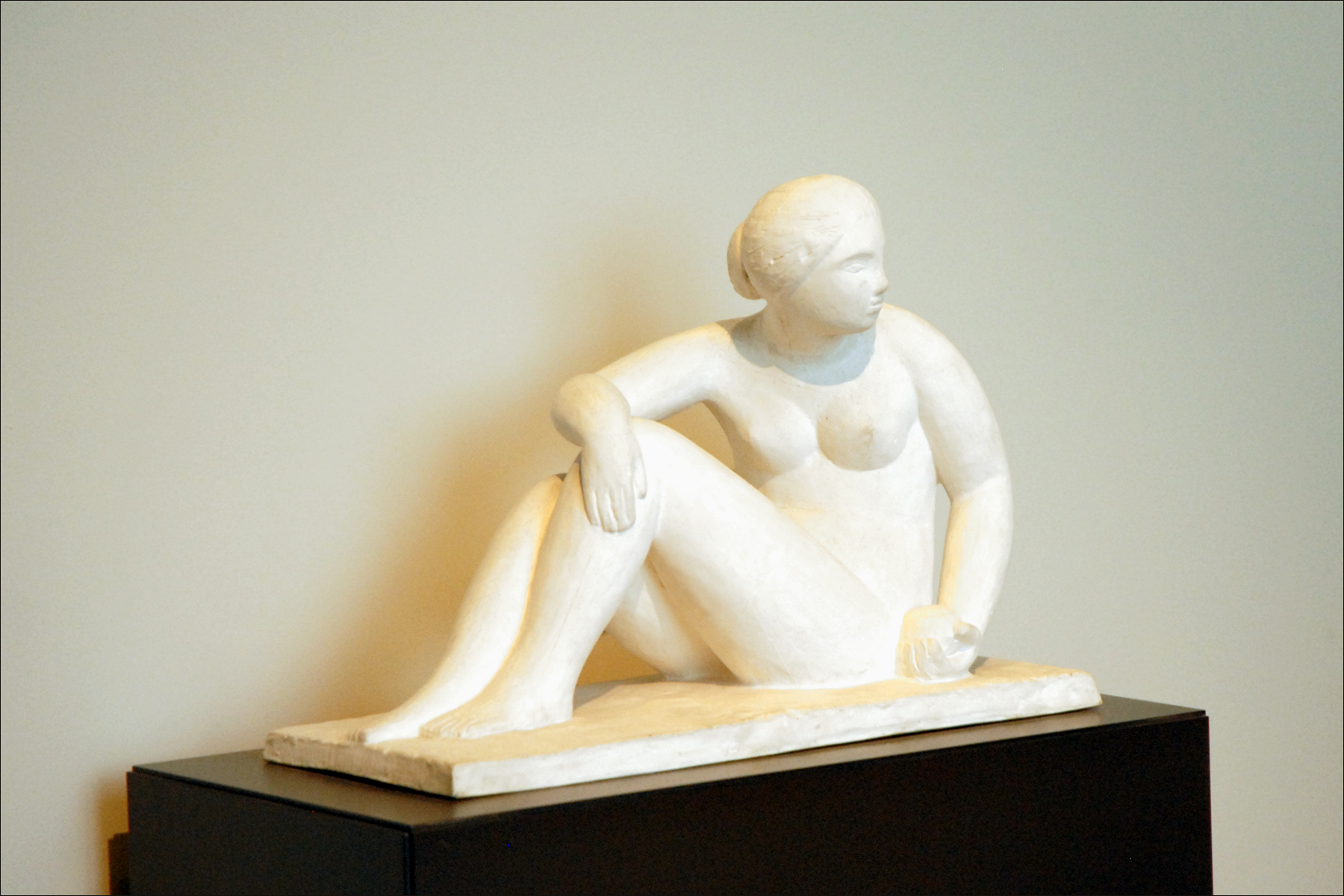
Ève (1910), Paris, musée des Arts décoratifs.
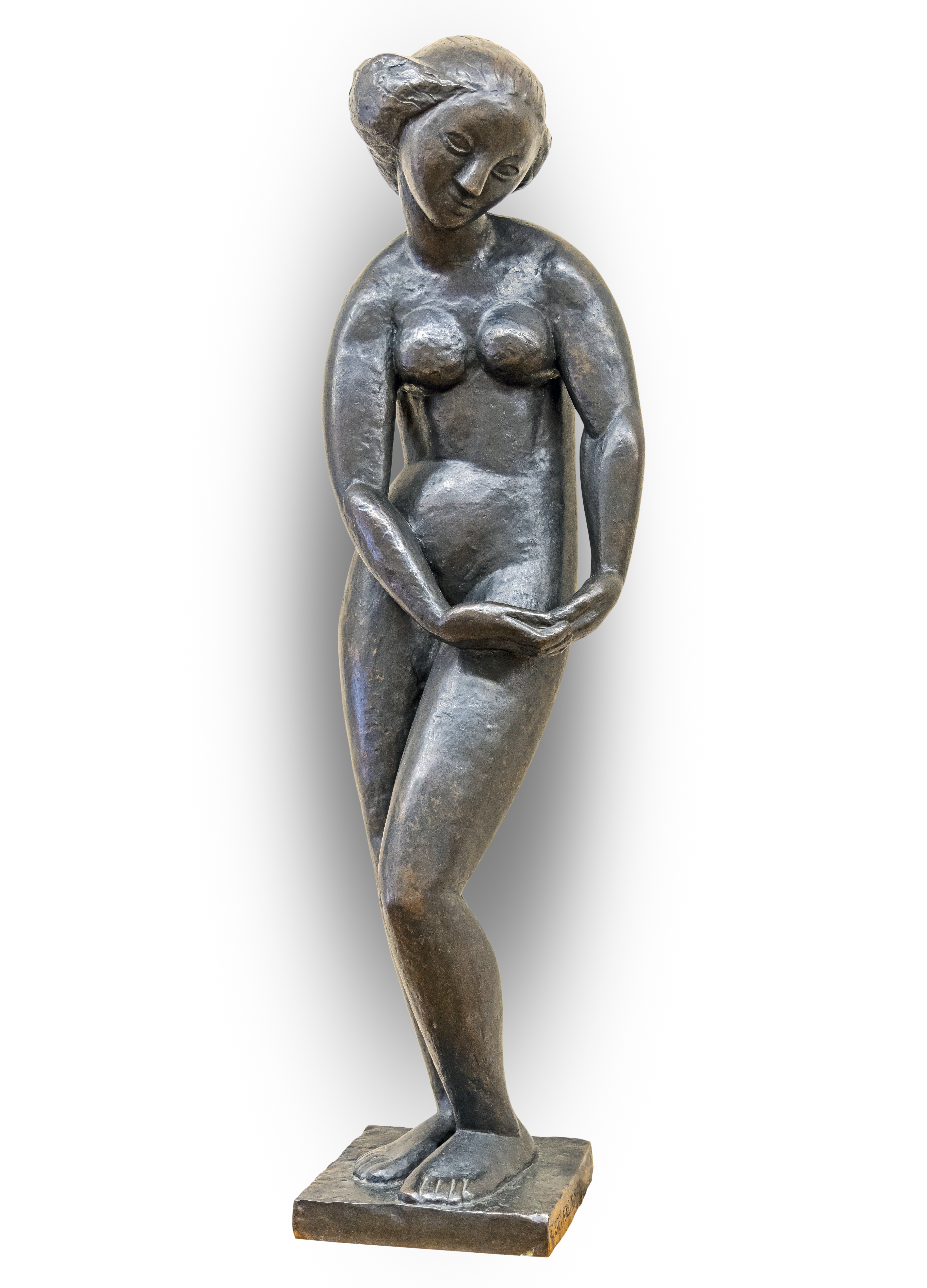
Grand Nu, vers 1911, Toulouse, Fondation Bemberg.
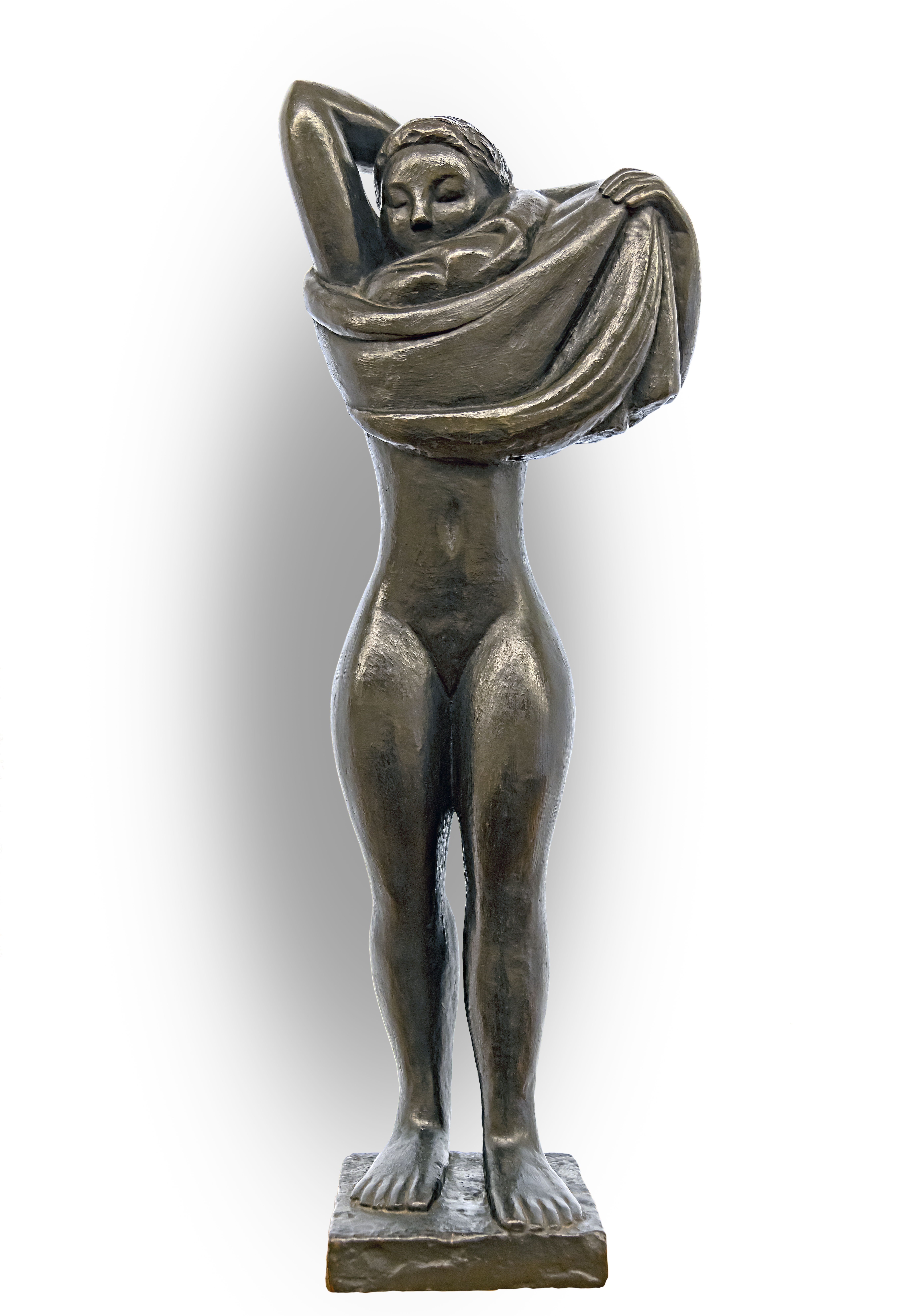
Jeune fille retirant sa chemise, 1911, Toulouse, Fondation Bemberg.

## Pour approfondir